# Joseph Neuhäuser (Philosoph)
Joseph Neuhäuser (* 1823; † 1900) war ein deutscher Philosoph. 
Er wurde 1857 Privatdozent, 1863 außerordentlicher Professor und 1867 ordentlicher Professor an der Universität Bonn, wo er zuständig für die philosophische Ausbildung der Studenten der katholischen Theologie war. 1888/1889 war er Rektor der Universität.

## Schriften
- Cadmilus, sive de Cabirorum cultu ac mysteriis antiquissimaeque Graecorum religionis ingenio atque origine. Leipzig 1857.
- De Graecorum daemonibus. Berlin 1857.
- Aristoteles' Lehre von dem sinnlichen Erkenntnissvermögen und seinen Organen. Leipzig 1878.
- De Anaximandri Milesii natura infinita. Pars I. Bonn 1879.
- Anaximander Milesius sive vetustissima quaedam rerum universitatis conceptio restituta. Bonn 1883.